# Gabriel Gledhill
Gabriel Gledhill (24 novembre 2002) è un fondista britannico.

## Biografia
Gabriel Gledhill, attivo dal dicembre del 2019, ha esordito in Coppa del Mondo il 15 dicembre 2023 a Trondheim in una sprint (73º) e ai Campionati mondiali a Trondheim 2025, dove si è classificato 50º nella 10 km, 56º nella 50 km, 55º nello skiathlon e 9º nella staffetta; non ha preso parte a rassegne olimpiche.

## Palmarès

### Coppa del Mondo
- Miglior piazzamento in classifica generale: 212º nel 2025